# Springkrebse
Springkrebse sind meist kleine Krebse, die mit ihrem ovalen Carapax und dem unter den Carapax gebogenen Hinterleib (Pleon), einer Mischung aus Krabben (Brachyura) und Hummern ähneln (daher auch die englische Bezeichnung „squat Lobster“ = „gedrungener Hummer“). Sie sind immer länger als breit und laufen nur mit drei Beinpaaren, nicht wie die Krabben mit vier. Das Rostrum ist spitz und vorstehend. Das erste Beinpaar, mit den Scheren, ist meist länger als der Körper und wird weit vorgestreckt getragen.
Springkrebse leben in allen Weltmeeren, drei Arten auch in der Nordsee. Viele der über 80 Arten der Gattung Munidopsis sind Tiefseebewohner.
Viele tropische Springkrebse leben eng mit anderen Wirbellosen, wie Feuerkorallen oder im Falle des Haarstern-Springkrebses (Allogalathea elegans) mit Haarsternen zusammen. Im letzten Fall lebt der Springkrebs immer auf seinem Wirt, passt sich farblich an, und stiehlt diesem Nahrungspartikel. Der Springkrebs Lauriea siagiani lebt im Innern von Schwämmen der Gattung Xestospongia.

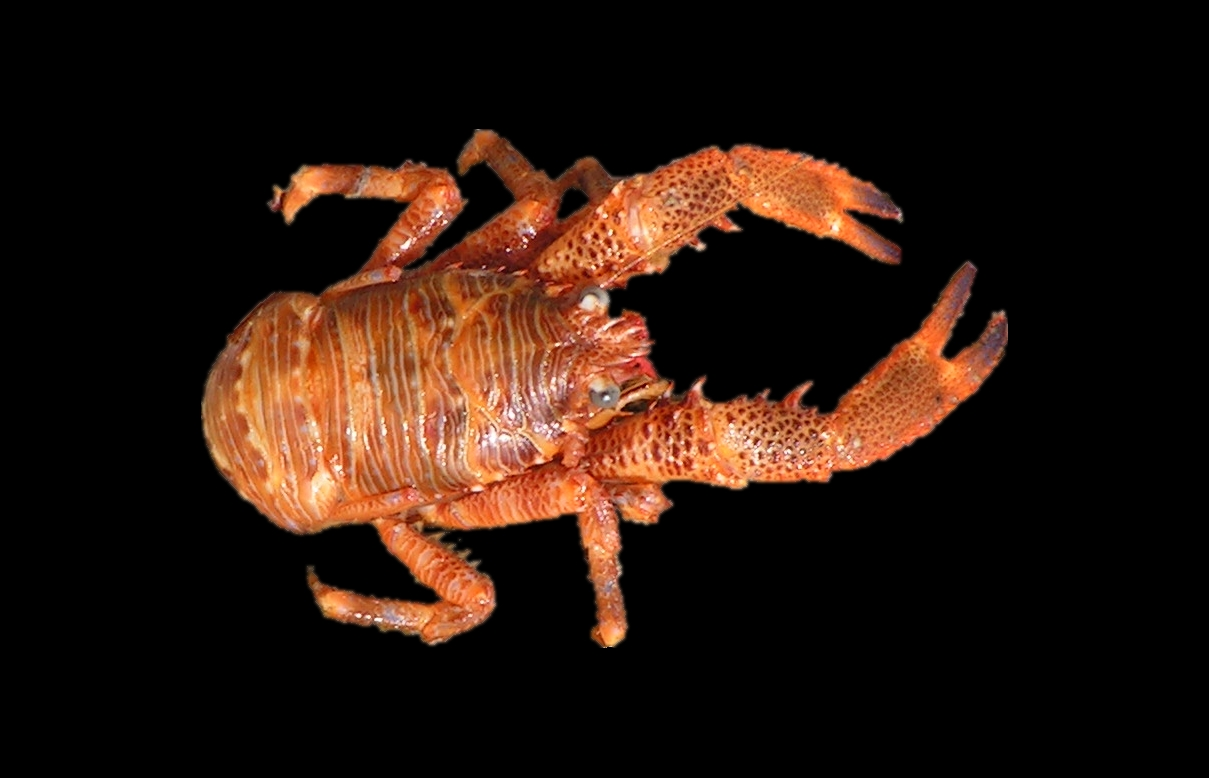
Galathea squamifera

## Gattungen
- Agononida Baba & de Saint Laurent, 1995
- Allogalathea Baba, 1969
- Allomunida Baba, 1988
- Anoplonida Baba & de Saint Laurent, 1995
- Bathymunida Balss, 1914
- Cervimunida Benedict, 1902
- Coralliogalathea Baba & Javed, 1974
- Fennerogalathea Baba, 1988
- Galathea Fabricius, 1793
- Lauriea Baba, 1971
- Liogalathea
- Janetogalathea Baba & Wicksten, 1997
- Munida Leach, 1820
- Munidopsis Whiteaves, 1874
- Nanogalathea Tirmizi & Javed, 1980
- Paramunida Baba, 1988
- Phylladiorhynchus Baba, 1969
- Pleuroncodes Stimpson, 1860
- Raymunida Macpherson & Machordom, 2000
- Sadayoshia Baba, 1969
- Shinkaia Baba & Williams, 1998

## Phylogenie
Mittlerweile unterteilt man Springkrebse aufgrund distinkter morphologischer und genetischer Merkmale in drei Gruppen: Galatheidae, Munididae und Munidopsidae. Des Weiteren nimmt man an, dass Springkrebse kein Monophylum bilden, also paraphyletisch sind, da die Vertreter der Galatheidae mit den Porzellankrabben (Porcellanidae) einen letzten gemeinsamen Vorfahren besitzen. Springkrebse fasst man daher zusammen mit den Porzellankrabben in der Überfamilie Galatheoidea zusammen.